# Società Sportiva Lazio 1942-1943
Questa voce raccoglie le informazioni riguardanti la Società Sportiva Lazio nelle competizioni ufficiali della stagione 1942-1943.

## Stagione
La Lazio partecipò al campionato di Serie A 1942-1943 classificandosi al nono posto con 28 punti.
In Coppa Italia la Lazio, dopo aver sconfitto il Napoli nei sedicesimi e la Juventus agli ottavi di finale, fu eliminata dalla Roma nei quarti di finale.

## Organigramma societario
Area direttiva
- Presidente: Giovanni Minotto

Area tecnica
- Allenatore: Alexander Popovic

## Rosa
| N. |                      | Ruolo | Calciatore         |
| -- | -------------------- | ----- | ------------------ |
|    | Italia (bandiera)    | P     | Corrado Giubilo    |
|    | Italia (bandiera)    | P     | Uber Gradella      |
|    | Italia (bandiera)    | P     | Emilio Siena       |
|    | Italia (bandiera)    | D     | Alessandro Ferri   |
|    | Italia (bandiera)    | D     | Alfredo Monza      |
|    | Italia (bandiera)    | D     | Italo Romagnoli II |
|    | Italia (bandiera)    | D     | Edoardo Valenti    |
|    | Italia (bandiera)    | C     | Alessandro Capponi |
|    | Argentina (bandiera) | C     | Alberto Fazio      |
|    | Argentina (bandiera) | C     | Enrique Flamini    |

| N. |                       | Ruolo | Calciatore         |
| -- | --------------------- | ----- | ------------------ |
|    | Argentina (bandiera)  | C     | Salvador Gualtieri |
|    | Italia (bandiera)     | C     | Luciano Ramella    |
|    | Albania (bandiera)    | A     | Loro Boriçi        |
|    | Germania (bandiera)   | A     | Engelbert Koenig   |
|    | Jugoslavia (bandiera) | A     | Petar Manola       |
|    | Italia (bandiera)     | A     | Silvio Piola       |
|    | Argentina (bandiera)  | A     | Silvestro Pisa I   |
|    | Italia (bandiera)     | A     | Aldo Puccinelli    |
|    | Italia (bandiera)     | A     | Livio Risso        |
|    | Italia (bandiera)     | A     | Luigi Vettraino    |

## Calciomercato
| Acquisti | Acquisti           | Acquisti                | Acquisti      |
| R.       | Nome               | da                      | Modalità      |
| -------- | ------------------ | ----------------------- | ------------- |
| P        | Emilio Siena       | Diavoli Azzurri Orvieto | definitivo    |
| C        | Alessandro Capponi | Ferrara                 | definitivo    |
| A        | Elvezio D'Orazi    | Ala Littoria            | fine prestito |
| A        | Engelbert Koenig   | Catania                 | definitivo    |
| A        | Umberto Lombardini | Ala Littoria            | fine prestito |
| A        | Petar Manola       | BSK Belgrado            | definitivo    |
| A        | Livio Risso        | Dopolavoro Pirelli      | definitivo    |

| Cessioni | Cessioni           | Cessioni  | Cessioni      |
| R.       | Nome               | a         | Modalità      |
| -------- | ------------------ | --------- | ------------- |
| P        | Corrado Giovannini | Rimini    | definitivo    |
| D        | Maximiliano Faotto | Ascoli    | definitivo    |
| D        | Renato Ferrarese   | Pisa      | definitivo    |
| C        | Bruno Camolese     | Vicenza   | definitivo    |
| C        | Giuseppe Baldo     |           | fine carriera |
| C        | Romolo Sforza      | MATER     | definitivo    |
| A        | Elvezio D'Orazi    | Alba Roma | definitivo    |
| A        | Armando Longhi     | Alba Roma | definitivo    |
| A        | Umberto Lombardini | Alba Roma | prestito      |
| A        | Otello Zironi      | Modena    | definitivo    |

## Risultati

### Serie A

#### Girone di andata
| Trieste 4 ottobre 1942 1ª giornata | Triestina       | 0 – 0 referto | Lazio | Stadio Littorio\| Arbitro: \| Scotto (Savona) \| |
| Arbitro:                           | Scotto (Savona) |               |       |                                                  |

| Arbitro: | Pizziolo (Firenze) |

|                       |           |               |
| Pisa I 46’ Koenig 63’ | Marcatori | 18’ Puricelli |

| Arbitro: | Curradi (Firenze) |

|                                 |           |            |
| Menutti 7’ C. Fabbri 62’ (rig.) | Marcatori | 46’ Koenig |

| Arbitro: | Zelocchi (Modena) |

|                     |           |               |
| Piola 18’, 24’, 82’ | Marcatori | 45’ E. Fabbri |

| Arbitro: | Donati (Milano) |

|                                        |           |                |
| Zidarich 9’ (rig.), 65’ Piana 35’, 50’ | Marcatori | 45’, 86’ Piola |

| Arbitro: | Pizziolo (Firenze) |

|                                             |           |                                            |
| Piola 12’, 50’, 63’ (rig.), 64’ Flamini 48’ | Marcatori | 46’, 77’ (rig.) Sentimenti III 62’ Bellini |

| Arbitro: | Barlassina (Novara) |

|                                                        |           |                                                                 |
| Ispiro 23’ Trevisan 32’, 75’ Bertoni 36’ Neri 53’, 60’ | Marcatori | 10’ (aut.) Sardelli 16’ Koenig 40’ Flamini 42’ Pisa I 85’ Piola |

| Arbitro: | Galeati (Bologna) |

|                                        |           |                  |
| Piola 35’ Acerbi 71’ (aut.) Koenig 79’ | Marcatori | 80’ (rig.) Pantó |

| Arbitro: | Zelocchi (Modena) |

|         |           |                |
| Gei 85’ | Marcatori | 20’ Puccinelli |

| Arbitro: | Mazza (Torre del Greco) |

|                             |           |                 |
| Pisa I 35’ Piola 61’ (rig.) | Marcatori | 67’ Della Puppa |

| Arbitro: | Curradi (Firenze) |

|                                             |           |                  |
| Cappello 6’, 35’ Del Medico 8’ Morselli 84’ | Marcatori | 90’ (rig.) Piola |

| Arbitro: | Scotti (Taranto) |

|                  |           |             |
| Romagnoli II 24’ | Marcatori | 89’ Pernigo |

| Arbitro: | Zelocchi (Modena) |

|                                   |           |                       |
| Monza 4’ (aut.) Grezar 55’ (rig.) | Marcatori | 39’ Koenig 89’ Pisa I |

| Arbitro: | Curradi (Firenze) |

|                                                 |           |                     |
| Piola 27’, 61’ Koenig 35’ Manola 43’ Pisa I 85’ | Marcatori | 2’ (aut.) Gualtieri |

| Arbitro: | Bertolio (Torino) |

|                    |           |  |
| Cassani 57’ Gè 89’ | Marcatori |  |

#### Girone di ritorno
| Arbitro: | Gamba (Napoli) |

|                             |           |                 |
| Manola 21’, 78’ Flamini 26’ | Marcatori | 71’ De Filippis |

| Arbitro: | Curradi (Firenze) |

|                                           |           |  |
| Matošić 17’, 45’ (rig.), 71’ Andreolo 42’ | Marcatori |  |

| Roma 31 gennaio 1943 18ª giornata | Lazio                   | 0 – 0 referto | Bari | Stadio del PNF\| Arbitro: \| Mazza (Torre del Greco) \| |
| Arbitro:                          | Mazza (Torre del Greco) |               |      |                                                         |

| Arbitro: | Mattea (Torino) |

|                                                             |           |            |
| Cominelli 25’ Candiani 40’ Ramella 69’ (aut.) E. Fabbri 84’ | Marcatori | 33’ Boriçi |

| Arbitro: | Zelocchi (Modena) |

|  |           |           |
|  | Marcatori | 16’ Piana |

| Arbitro: | Curradi (Firenze) |

|                               |           |                                                   |
| Lushta 77’ Sentimenti III 81’ | Marcatori | 16’ Pisa I 23’ Piola 63’ Puccinelli 71’ Gualtieri |

| Arbitro: | Pizziolo (Firenze) |

|            |           |           |
| Pisa I 54’ | Marcatori | 6’ Ispiro |

| Arbitro: | Galeati (Bologna) |

|            |           |  |
| Amadei 52’ | Marcatori |  |

| Arbitro: | Mazza (Torre del Greco) |

|                                          |           |                                     |
| Piola 4’ (rig.) Manola 28’ Gualtieri 75’ | Marcatori | 22’ Michelini 84’ Bollano 85’ Poggi |

| Arbitro: | Donati (Milano) |

|               |           |           |
| Quaresima 28’ | Marcatori | 27’ Piola |

| Arbitro: | Scotto (Savona) |

|                                                |           |                        |
| Piola 17’, 25’ (rig.) Gualtieri 29’ Boriçi 40’ | Marcatori | 4’ Boffi 30’ Boniforti |

| Arbitro: | Silvano (Torino) |

|                        |           |            |
| Pernigo 17’ Petron 62’ | Marcatori | 83’ Pisa I |

| Arbitro: | Mazza (Torre del Greco) |

|                                |           |                                  |
| Romagnoli II 10’ Gualtieri 62’ | Marcatori | 28’ Gabetto 32’ Loik 58’ Mazzola |

| Arbitro: | Bianchi (La Spezia) |

|                              |           |  |
| Turconi 10’ Silvestrelli 71’ | Marcatori |  |

| Arbitro: | Curradi (Firenze) |

|                                    |           |                   |
| Boriçi 37’ Gualtieri 69’ Piola 89’ | Marcatori | 11’ Gè 44’ Gritti |

### Coppa Italia

#### Fase finale
| Arbitro: | Bernardi (Bologna) |

|                  |           |                           |
| Viani 57’ (rig.) | Marcatori | 10’ Koenig 89’ Puccinelli |

| Arbitro: | Galeati (Bologna) |

|                      |           |                                  |
| Ventimiglia 13’, 48’ | Marcatori | 35’ Pisa I 57’ Boriçi 62’ Koenig |

| Arbitro: | Scotto (Savona) |

|               |           |                          |
| Gualtieri 67’ | Marcatori | 43’ Krieziu 56’ Dagianti |

## Statistiche

### Statistiche di squadra
| Competizione | Punti | In casa | In casa | In casa | In casa | In casa | In casa | In trasferta | In trasferta | In trasferta | In trasferta | In trasferta | In trasferta | Totale | Totale | Totale | Totale | Totale | Totale | DR |
| Competizione | Punti | G       | V       | N       | P       | Gf      | Gs      | G            | V            | N            | P            | Gf           | Gs           | G      | V      | N      | P      | Gf     | Gs     | DR |
| ------------ | ----- | ------- | ------- | ------- | ------- | ------- | ------- | ------------ | ------------ | ------------ | ------------ | ------------ | ------------ | ------ | ------ | ------ | ------ | ------ | ------ | -- |
| Serie A      | 28    | 15      | 9       | 4       | 2       | 37      | 22      | 15           | 1            | 4            | 10           | 19           | 37           | 30     | 10     | 8      | 12     | 56     | 59     | -3 |
| Coppa Italia |       | 1       | 0       | 0       | 1       | 1       | 2       | 2            | 2            | 0            | 0            | 5            | 3            | 3      | 2      | 0      | 1      | 6      | 5      | +1 |
| Totale       |       | 16      | 9       | 4       | 3       | 38      | 24      | 17           | 3            | 4            | 10           | 24           | 40           | 33     | 12     | 8      | 13     | 62     | 64     | -2 |

### Statistiche dei giocatori
Nel conteggio delle reti realizzate si aggiungano due autoreti a favore.
| Giocatore       | Serie A  | Serie A | Coppa Italia | Coppa Italia | Totale   | Totale |
| Giocatore       | Presenze | Reti    | Presenze     | Reti         | Presenze | Reti   |
| --------------- | -------- | ------- | ------------ | ------------ | -------- | ------ |
| L. Boriçi       | 14       | 3       | 2            | 1            | 16       | 4      |
| A. Capponi      | 1        | 0       | -            | -            | 1        | 0      |
| A. Fazio        | 24       | 0       | 3            | 0            | 27       | 0      |
| A. Ferri        | 24       | 0       | 2            | 0            | 26       | 0      |
| E. Flamini      | 27       | 3       | 3            | 0            | 30       | 3      |
| C. Giubilo      | -        | -       | -            | -            | -        | -      |
| U. Gradella     | 25       | -52     | 3            | -5           | 28       | -57    |
| S. Gualtieri    | 20       | 5       | 2            | 1            | 22       | 6      |
| E. Koenig       | 19       | 6       | 2            | 2            | 21       | 8      |
| P. Manola       | 11       | 4       | 1            | 0            | 12       | 4      |
| A. Monza        | 24       | 0       | 3            | 0            | 27       | 0      |
| S. Piola        | 22       | 21      | 2            | 0            | 24       | 21     |
| S. Pisa I       | 25       | 8       | 2            | 1            | 27       | 9      |
| A. Puccinelli   | 27       | 2       | 3            | 1            | 30       | 3      |
| L. Ramella      | 30       | 0       | 3            | 0            | 33       | 0      |
| L. Risso        | 1        | 0       | -            | -            | 1        | 0      |
| I. Romagnoli II | 23       | 2       | 1            | 0            | 24       | 2      |
| E. Siena        | 5        | -7      | -            | -            | 5        | -7     |
| E. Valenti      | 8        | 0       | 1            | 0            | 9        | 0      |
| L. Vettraino    | -        | -       | -            | -            | -        | -      |